# IFK Malmö
L'IFK Malmö és un club esportiu suec, de la ciutat de Malmö, amb seccions de bandy, futbol, handbol i altres esports. Els seus colors són samarreta groga i pantaló blanc.

## Història
El club va ser fundat el 23 d'abril de 1899. Participà en la primera edició del Campionat suec de futbol (Allsvenskan) la temporada 1924/25. Ha jugat un total de 13 temporades a primera divisió on destaca la segona posició assolida el 1960. El 1961 arribà a quarts de la Copa d'Europa (perdent amb el Rapid Viena).

## Palmarès
- Divisió 2 Södra Götaland: 1 (2006)[2]